# Samir Mokbel
Samir Mokbel (en arabe : سمير مقبل), né le 13 novembre 1939 est un ingénieur, chef d'entreprise et homme politique libanais, vice-président du Conseil et ministre de la Défense dans le Gouvernement Tammam Salam de 2014 à 2016.
Samir Mokbel, Grec-orthodoxe, est né le 13 novembre 1939. Il obtient un diplôme d'ingénieur de l'Université américaine de Beyrouth. Il dirige dans les années 1990 l'Alumni et a dirigé de nombreuses entreprises.
Il a été entre 1992 et 1995 au Ministère de l'Environnement . Il est ensuite devenu vice-président du Conseil des ministres du Gouvernement Mikati (2011-2013) puis, proche de Michel Sleiman, de nouveau vice-président du Conseil et ministre de la Défense dans le Gouvernement Tammam Salam depuis le 15 février 2014.    